# Майоров, Максим Васильевич
Макси́м Васи́льевич Майо́ров (род. 13 июня 2004, Тольятти, Самарская область) — российский хоккеист, вратарь. В настоящее время является игроком системы ярославского «Локомотива», выступающего в КХЛ.

## Карьера
Карьеру начинал в системе хоккейного клуба «Лада». В 2022 году перешел в систему ярославского «Локомотива», где и выступает на данный момент.
Дебютировал в КХЛ 19 января 2025 года в матче против «Барыса».

## Личная жизнь
Отец — Василий Кошечкин — Заслуженный мастер спорта России, Олимпийский чемпион (2018), чемпион мира по хоккею (2008), двукратный обладатель Кубка Гагарина (2014,2016).
Также у Максима есть младший брат Никита и младшая сестра Лиза, родившиеся в 2012 году.

## Статистика

### Клубная карьера
|           |           |      |    | Регулярный чемпионат | Регулярный чемпионат | Регулярный чемпионат | Регулярный чемпионат | Регулярный чемпионат | Регулярный чемпионат | Регулярный чемпионат |   | Плей-Офф | Плей-Офф | Плей-Офф | Плей-Офф | Плей-Офф | Плей-Офф | Плей-Офф |
| Сезон     | Команда   | Лига |    | И                    | В                    | П                    | Мин                  | ПШ                   | КН                   | %ОБ                  | И | В        | П        | Мин      | ПШ       | КН       | %ОБ      |          |
| --------- | --------- | ---- | -- | -------------------- | -------------------- | -------------------- | -------------------- | -------------------- | -------------------- | -------------------- | - | -------- | -------- | -------- | -------- | -------- | -------- | -------- |
| 2021/2022 | Ладья     | МХЛ  | 32 | 14                   | 10                   | 1726                 | 62                   | 2.16                 | 93.1                 | —                    | — | —        | —        | —        | —        | —        |          |          |
| 2022/2023 | Локо      | МХЛ  | 7  | 5                    | 1                    | 362                  | 14                   | 2.32                 | 89.9                 | —                    | — | —        | —        | —        | —        | —        |          |          |
|           | Локо-76   | МХЛ  | 25 | 6                    | 14                   | 1452                 | 71                   | 2.93                 | 91.8                 | —                    | — | —        | —        | —        | —        | —        |          |          |
| 2023/2024 | Локо      | МХЛ  |    | 15                   | 11                   | 1                    | 741                  | 18                   | 1.46                 | 93.7                 | — | —        | —        | —        | —        | —        | —        |          |
| 2024/2025 | Локо      | МХЛ  |    | 23                   | 13                   | 2                    | 1073                 | 43                   | 2.40                 | 90.5                 |   |          |          |          |          |          |          |          |
|           | Локомотив | КХЛ  |    | 2                    | 1                    | 1                    | 118                  | 3                    | 1.52                 | 93.0                 |   |          |          |          |          |          |          |          |